# Байшу-Куру (микрорегион)

Байшу-Куру на карте.

Байшу-Куру (порт. Microrregião do Baixo Curu) — микрорегион в Бразилии, входит в штат Сеара. Составная часть мезорегиона Север штата Сеара. Население составляет 	105 567	 человек (на 2010 год). Площадь — 	1 435,656	 км². Плотность населения — 	73,53	 чел./км².

## Демография
Согласно сведениям, собранным в ходе переписи 2010 г. Национальным институтом географии и статистики (IBGE), население микрорегиона составляет:						
| Полное население                             | Полное население                             | Полное население                             | Полное население                             | 105 567 |
| -------------------------------------------- | -------------------------------------------- | -------------------------------------------- | -------------------------------------------- | ------- |
| в том числе:                                 | Городское население                          | 62 561                                       | Процент городского населения, %              | 59,26   |
|                                              | Сельское население                           | 43 006                                       | Процент сельского населения, %               | 40,74   |
|                                              | Мужское население                            | 53 491                                       | Процент мужского населения, %                | 50,67   |
|                                              | Женское население                            | 52 076                                       | Процент женского населения, %                | 49,33   |
| Плотность населения, чел/км²                 | Плотность населения, чел/км²                 | Плотность населения, чел/км²                 | Плотность населения, чел/км²                 | 73,53   |
| Население микрорегиона в % к населению штата | Население микрорегиона в % к населению штата | Население микрорегиона в % к населению штата | Население микрорегиона в % к населению штата | 1,25    |

## Статистика
- Валовой внутренний продукт на 2003 составляет 209 722 391,00 реалов (данные: Бразильский институт географии и статистики).
- Валовой внутренний продукт на душу населения на 2003 составляет 2182,91 реалов (данные: Бразильский институт географии и статистики).
- Индекс развития человеческого потенциала на 2000 составляет 0,647 (данные: Программа развития ООН).

## Состав микрорегиона
В составе микрорегиона включены следующие муниципалитеты:
1. Паракуру
2. Парайпаба
3. Сан-Гонсалу-ду-Амаранти